# مرگ و خاکسپاری هوگو چاوز

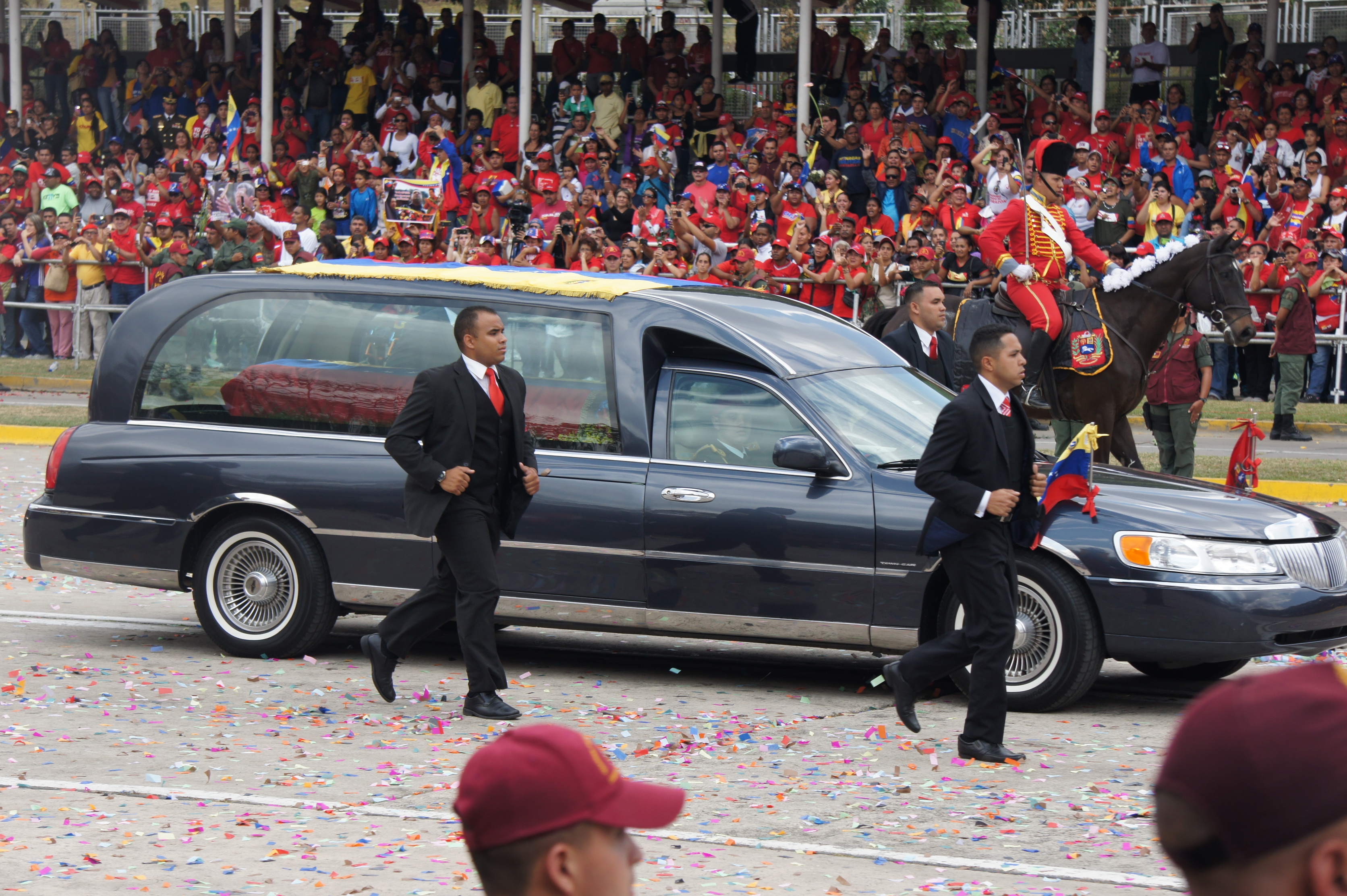
مرگ و خاکسپاری هوگو چاوز

هوگو چاوز رئیس‌جمهور ونزوئلا در سن ۵۸ سالگی درگذشت. در تاریخ ۵ مارس ۲۰۱۳ (۱۵ اسفند ۱۳۹۱) مراسم تشییع جنازه وی در کاراکاس برگزار گردید. به دلیل مرگ وی قرار شد انتخاباتی زود هنگام در ونزوئلا و ۳۰ روز پس از مرگ وی برگزار گردد. الیاس خاوا وزیر امور خارجه ونزوئلا گفت تا برگزاری همه‌پرسی عمومی نیکلاس مادورو عهده‌دار موقت پست ریاست جمهوری است. هوگو چاوز در ۱۹۹۸ برای نخستین بار رئیس‌جمهور ونزوئلا گردید و در انتخابات ۲۰۰۲ و ۲۰۰۶ نیز دو بار به این سمت برگزیده شد. وی در انتخابات ریاست‌جمهوری ونزوئلا (۲۰۱۲) نیز برای بار چهارم به پیروزی رسید ولی بیماری، او را برای ایراد سوگند ریاست جمهوری ناتوان کرده بود.
روز ۲۵ فروردین ۱۳۹۲، انتخاباتی برای تعیین رئیس جمهوری جدید در ونزوئلا برگزار شد.

## بیماری و مرگ
هوگو چاوز رئیس‌جمهور ونزوئلا دو سال با سرطان دست‌به‌گریبان بود و سرانجام در ساعت ۱۶:۲۵ (به وقت محلی) روز ۵ مارس ۲۰۱۳ در ۵۸ سالگی درگذشت.

### واکنش‌ها به مرگ چاوز
- محمود احمدی‌نژاد، رئیس‌جمهور ایران در پیامی در گذشت چاوز را تسلیت گفت و هیئت دولت ایران یک روز عزای عمومی اعلام کرد. احمدی‌نژاد علاوه بر این چاوز را شهید راه پاسداری از ارزش‌های انسانی و انقلابی دانسته و در پایان پیام تسلیت خود خطاب به نیکلاس مادورو کفیل ریاست جمهوری ونزوئلا آورده‌است: «تردید ندارم که او بازخواهد گشت و به همراه همه صالحان و عیسی مسیح و تنها باقی‌مانده از نسل پاکان، انسان کامل، خواهد آمد و جامعه بشری را در استقرار صلح و عدالت کامل و مهربانی و کمال یاری خواهد کرد».[۴][۵][۶] همچنین نحوه شرکت محمود احمدی‌نژاد، رئیس‌جمهور ایران و عکس او با مادر چاوز و در آغوش گرفتن او جنجالی شد[۷][۸]
- باراک اوباما در بیانیه‌ای گفت «کاخ سفید در این لحظات بحرانی پس از مرگ آقای چاوز، پشتیبانی و حمایت خود را از مردم این کشور اعلام می‌کند و امیدوار است که روابط سازنده میان دولت‌های دو کشور بهبود یابد.»
- شان پن بازیگر مشهور آمریکایی که از دوستان نزدیک چاوز بود ضمن ابراز تأثر از درگذشت چاوز در پیام خود گفت «امروز مردم آمریکا دوستی را از دست دادند که هرگز او را نمی‌شناختند و مردم فقیر سراسر جهان یک قهرمان را از دست دادند». وی همچنین از او به عنوان یک دوست، یک سیاستمدار سوسیالیست که ونزوئلا را به دوره جدیدی منتقل کرد، اما برای ارتباط با کوبا و ایران همواره تحت فشار بود، یاد کرد.[۹]
- مایکل مور کارگردان آمریکایی نیز با ابراز ناراحتی از مرگ چاوز گفت «چاوز کسی بود که نفت را متعلق به مردم اعلام کرد و با این کار ۷۵ درصد از فقر را در این کشور از بین برد. اما این کار برای او خطرناک بود و آمریکا کودتایی برای کنار زدن او ترتیب داد، هر چند او با رأی‌گیری کاملاً قانونی انتخاب شده بود.»
- رائول کاسترو، رئیس‌جمهور کوبا در این کشور دو روز عزای عمومی اعلام کرد.
- کریستینا فرناندز، رئیس‌جمهور آرژانتین در این کشور سه روز عزای عمومی اعلام کرد.[۱۰]
- فرانسوا اولاند، رئیس‌جمهور فرانسه چاوز را به خاطر عزمش برای برپایی عدالت مورد تحسین قرار داد.[۱۱]
- ویلیام هیگ، وزیر امور خارجه انگلیس با تسلیت به مردم ونزوئلا و خانواده چاوز گفت «چاوز تأثیری به یادماندنی بر کشورش و ورای آن باقی گذاشته‌است.»
- جیمی کارتر، رئیس‌جمهور اسبق آمریکا، گفت «چاوز به خاطر ادعاهای جسورانه و خودکامه‌اش و نیز تلاش‌هایش برای استقلال دولت‌های آمریکای لاتین، در یادها خواهد ماند.».[۱۲]

### فهرست دعوت شدگان
- نخست‌وزیر آنتیگوا و باربودا، بالدوین اسپنسر[۱۳]
- رئیس‌جمهور بلاروس الکساندر لوکاشنکو[۱۴]
- رئیس‌جمهور بولیوی، اوو مورالس[۱۵]
- رئیس‌جمهور برزیل، دیلما روسف
- رئیس‌جمهور شیلی، سباستین پینیرا[۱۵]
- رئیس‌جمهور کلمبیا، خوان مانوئل سانتوس[۱۶]
- رئیس‌جمهور کاستاریکا، لورا چینچیلا[۱۳]
- رئیس‌جمهور کوبا، رائول کاسترو[۱۵]
- نخست‌وزیر دومینیکا، روزولت اسکریت[۱۳]
- رئیس‌جمهور جمهوری دومینیکن، دانیلو مدینا
- رئیس‌جمهور اکوادور، رافائل کورئا[۱۵]
- رئیس‌جمهور گینه استوایی، تئودور اوبیانگ انگوئما
- رئیس‌جمهور السالوادور، مائوریسیو فونس[۱۵]
- رئیس‌جمهور گواتمالا، اتو پرز مولینا[۱۵]
- رئیس‌جمهور گویان، دونالد راموتار[۱۳]
- رئیس‌جمهور هائیتی، میشل مارتلی
- رئیس‌جمهور هندوراس، پورفیریو لوبو[۱۳]
- رئیس‌جمهور ایران، محمود احمدی‌نژاد
- رئیس‌جمهور مکزیک، انریکه پنانیتو
- رئیس‌جمهور نیکاراگوئه، دانیل اورتگا[۱۷]
- رئیس‌جمهور پاناما، ریکاردو مارتینلی[۱۵]
- رئیس‌جمهور پرو، اولانتا هومالا[۱۵]
- نخست‌وزیر سنت وینسنت و گرنادین‌ها، رالف گونسالوس[۱۳]
- رئیس‌جمهور سورینام، دسی بوترسه
- نخست‌وزیر ترینیداد و توباگو،  کاملا پرساد-بیسسار
- رئیس‌جمهور اروگوئه، خوزه موخیکا[۱۸]
- وزیر امور خارجه روسیه، سرگئی لاوروف[۱۹]
- شاهزاده اسپانیا فیلیپه، شاهزاده آستوریاس
- شهردار بوگوتا گوستاو پترو
- هنرپیشه آمریکایی شان پن[۲۰]
- رئیس‌جمهور سابق برزیل، لوئیس ایناسیو لولا دا سیلوا[۲۱]
- رئیس‌جمهور سابق هندوراس، مانوئل زلایا

## مومیایی
نیکلاس مادورو روز چهارشنبه ۲۴ اسفند ۱۳۹۱ احتمال مومیایی شدن جسد هوگو چاوز را، که قبلاً از سوی مقام‌های ونزوئلا مطرح شده بود، رد کرد. مقام‌های ونزوئلایی نیز اعلام کردند که از مومیایی کردن جسد هوگو چاوز منصرف شده‌اند. ارنستو وییگاس، وزیر ارتباطات گفت که کارشناسان روسی معتقدند جسد او به خوبی برای مومیایی شدن آماده نشده‌است.

## خاکسپاری در موزه کاراکاس
در روز ۲۶ اسفند ۱۳۹۱ جسد هوگو چاوز در موزه نظامی کاراکاس به خاک سپرده شد. جسد هوگو چاوز، رئیس‌جمهوری ونزوئلا به موزه‌ای در کاراکاس انتقال داده شده‌است.
روز جمعه ۲۵ اسفند ۱۳۹۱، هزاران نفر در کاراکاس، مرکز ونزوئلا در مسیر حرکت خودروی حاوی جسد رئیس‌جمهور پیشین جمع شدند. نیکلاس مادورو، منتخب هوگو چاوز برای ادامه ریاست جمهوری (و رئیس‌جمهور فعلی ونزوئلا) نیز در این مراسم حضور داشت.